# 沃洛尔蒙塔涅
沃洛尔蒙塔涅（法語：Vollore-Montagne，法語發音：[vɔlɔʁ mɔ̃taɲ]）是法国多姆山省的一个市镇，属于蒂耶尔区。

## 地理
沃洛尔蒙塔涅（45°47'6"N, 3°40'25"E）面积21.22 平方千米，位于法国奥弗涅-罗讷-阿尔卑斯大区多姆山省，该省份为法国中南部省份，北起阿列省接壤，东临卢瓦尔省，南至上盧瓦爾省和康塔爾省，西接科雷兹省和克勒兹省。
与沃洛尔蒙塔涅接壤的市镇（或旧市镇、城区）包括：拉尚巴、拉尚博尼、努瓦雷塔布勒、欧日罗勒、拉勒诺迪、圣阿加特、维斯孔塔、沃洛尔城。

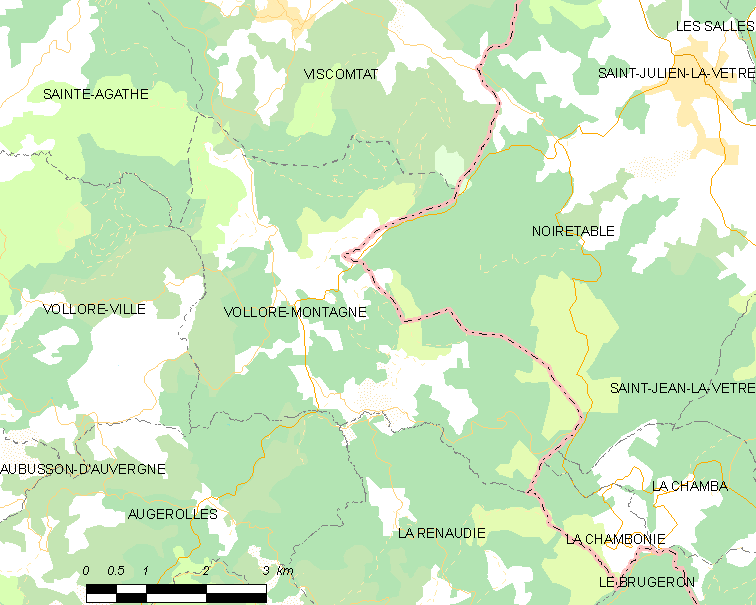
沃洛尔蒙塔涅的OSM定位图

沃洛尔蒙塔涅的时区为UTC+01:00、UTC+02:00（夏令时）。

## 行政
沃洛尔蒙塔涅的邮政编码为63120，INSEE市镇编码为63468。

## 政治
沃洛尔蒙塔涅所属的省级选区为蒂耶尔县。

## 人口

1962-2008年间沃洛尔蒙塔涅人口变化图示

沃洛尔蒙塔涅于2022年1月1日时的人口数量为312人。